# Víktor Jdanóvitx
Víktor Jdanóvitx (rus: Виктор Жданович)  (Sant Petersburg, 27 de gener de 1938) és un tirador d'esgrima rus, ja retirat, especialista en floret, que va competir sota bandera de la Unió Soviètica durant les dècades de 1950 i 1960. Fou el primer campió olímpic soviètic.
El 1956 va prendre part en els Jocs Olímpics d'Estiu de Melbourne, on fou cinquè en la prova de floret per equips del programa d'esgrima. Quatre anys més tard, als Jocs de Roma, va disputar dues proves del programa d'esgrima. En ambdues, floret per equips i floret individual guanyà la medalla d'or. El 1964, a Tòquio, va disputar els seus tercers, i darrers, Jocs Olímpics. Guanyà una nova medalla d'or en la prova de floret per equips, mentre en la de floret individual quedà eliminat en sèries.
En el seu palmarès també destaquen quatre medalles d'or al Campionat del Món d'esgrima entre les edicions de 1959 i 1963. A nivell nacional fou cinc vegades campió soviètic, el 1957, 1959, 1960, 1962 i 1965.
Una vegada retirat va exercir d'entrenador del Dinamo DSO (1977 a 1989) i de la selecció soviètica masculina de floret , va dirigir l'equip nacional de l'URSS en esgrima de floret (1977 a 1987).